# 汉斯·马丁·祖特迈斯特
汉斯·马丁·祖特迈斯特（Hans Martin Sutermeister，1907年9月29日—1977年5月4日）是一位作家，出生於阿爾高州，最有名的作品是《Summa Iniuria》（1976年）一本关于冤獄。

## 生平
他出生学术新教的家庭，他的父亲 (弗里德里希·祖特迈斯特，1873年-1934年) 是一名牧师。他的哥哥 (海因里希·祖特迈斯特，1910年-1995年) 是著名的歌剧作曲家。在校期间，他学习了拉丁语和希伯来语。他就读于巴塞尔大学（哲學博士1941年）。 他写了一本关于他生活的小说，名字叫《两个世界之间》（Hans Moehrlen，1942年）。 在随后的几年，他发表的心身医学。他结了婚 (1957年)，有三个孩子。他当官 (地方政府 伯尔尼; Gemeinderat) 的时候正好是学生革命的那一代 (1968年-1971年)， 当时他自己也变了右派。他得到的麻烦和转移的巴塞尔1972年。

## 著作
- Zwischen zwei Welten. (《两个世界之间》) 1942.  ISBN 978-3226000306 （德文）
- Möglichkeiten einer inneren und äusseren Schulreform im Sinne der Gesamtschule in der Stadt Bern. 1971. ISBN 978-3226001965 （德文）
- Summa Iniuria: Ein Pitaval der Justizirrtumer. 1976. ISBN 978-3226000962 （德文）
- Grundbegriffe der Psychologie von heute. 1976. ISBN 978-3226003130 （德文）